# 米洛瓦
49°26′56″N 36°42′5″E / 49.44889°N 36.70139°E
米洛瓦（烏克蘭語：Мілова）是位於烏克蘭東部\哈爾科夫州伊久姆區巴拉克利亚市镇的村莊。該村始建於1686年，面積2.75平方公里，海拔高度81米，2001年人口1,269，人口密度每平方公里461.5人。